# Купчини
Купчини је град у Единечком рејону, у Молдавији.

## Историја
Између 1958. и 1990. град се звао Калињинск.

## Значајне личности
- Александру Олејник - политичар

## Галерија
- Благо Кетрошике (3. век п. н. е.). Откривено 1994. близу села Кетрошика.